# Katsukawa Shunkō I
Katsukawa Shunkō I est un nom japonais traditionnel ; le nom de famille (ou le nom d'école), Katsukawa, précède donc le prénom (ou le nom d'artiste).
Katsukawa Shunkō I (勝川 春好) (né en 1743, mort le 1er décembre 1812) est un dessinateur d'estampes sur bois de style ukiyo-e à Edo (Tokyo).

## Biographie
Ses premières œuvres connues sont les illustrations du livre Kaomise shibai banashi, en 1766. À partir de 1771, il commence à peindre des estampes d'acteurs yakusha-e. Au cours des années 1770 et 1780, la plupart des estampes de Katsukawa Shunkō apparaissent dans le format hosoban, haut et étroit. En 1788, il produit des portraits en buste d'acteurs, un style qui deviendra populaire dans les années 1790 et qui sera associé aux œuvres de Sharaku. Parmi les autres sujets que Katsukawa Shunkō représente figurent des lutteurs de sumo.
Il est élève de  Katsukawa Shunshō et généralement considéré comme le créateur des premiers grands portraits d'acteurs (ōkubi-e). Comme son maître, Shunkō utilise un sceau en forme de pot ce qui lui vaut le surnom de « Kotsubo » (petit pot). 

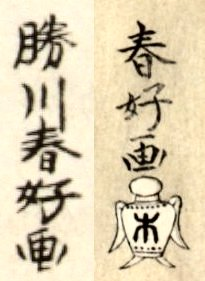
Signatures de Katsukawa Shunkô I se lisant de gauche à droite : « Katsukawa Shunkô ga » (勝川　春 好　画) et « Shunkô ga » (春 好　画) avec sceau en forme de pot

À l'âge de 45 ans, Shunkō, qui est droitier, est partiellement paralysé et cesse de dessiner des estampes bien qu'il continue de peindre de la main gauche.

## Galerie
- Œvres de Katsukawa Shunkō I (1743 - 1812)

"Œvres
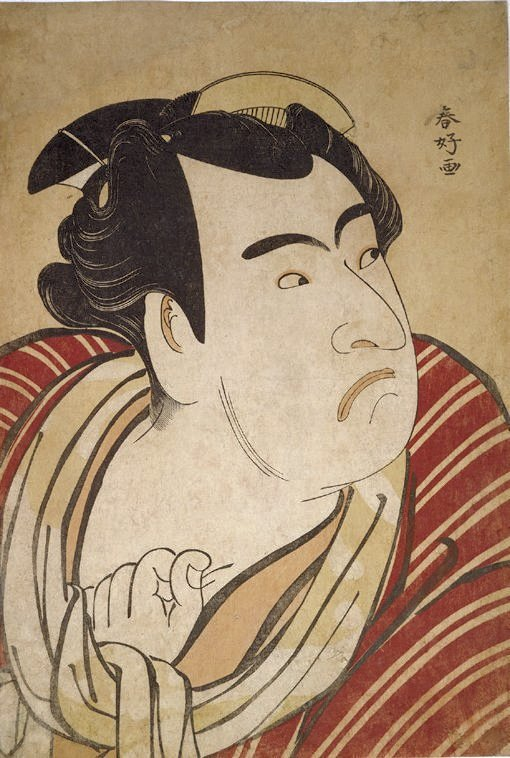
Portrait de buste de l'acteur Matsumoto Kôshirô IV dans le rôle de Tsurunosuke
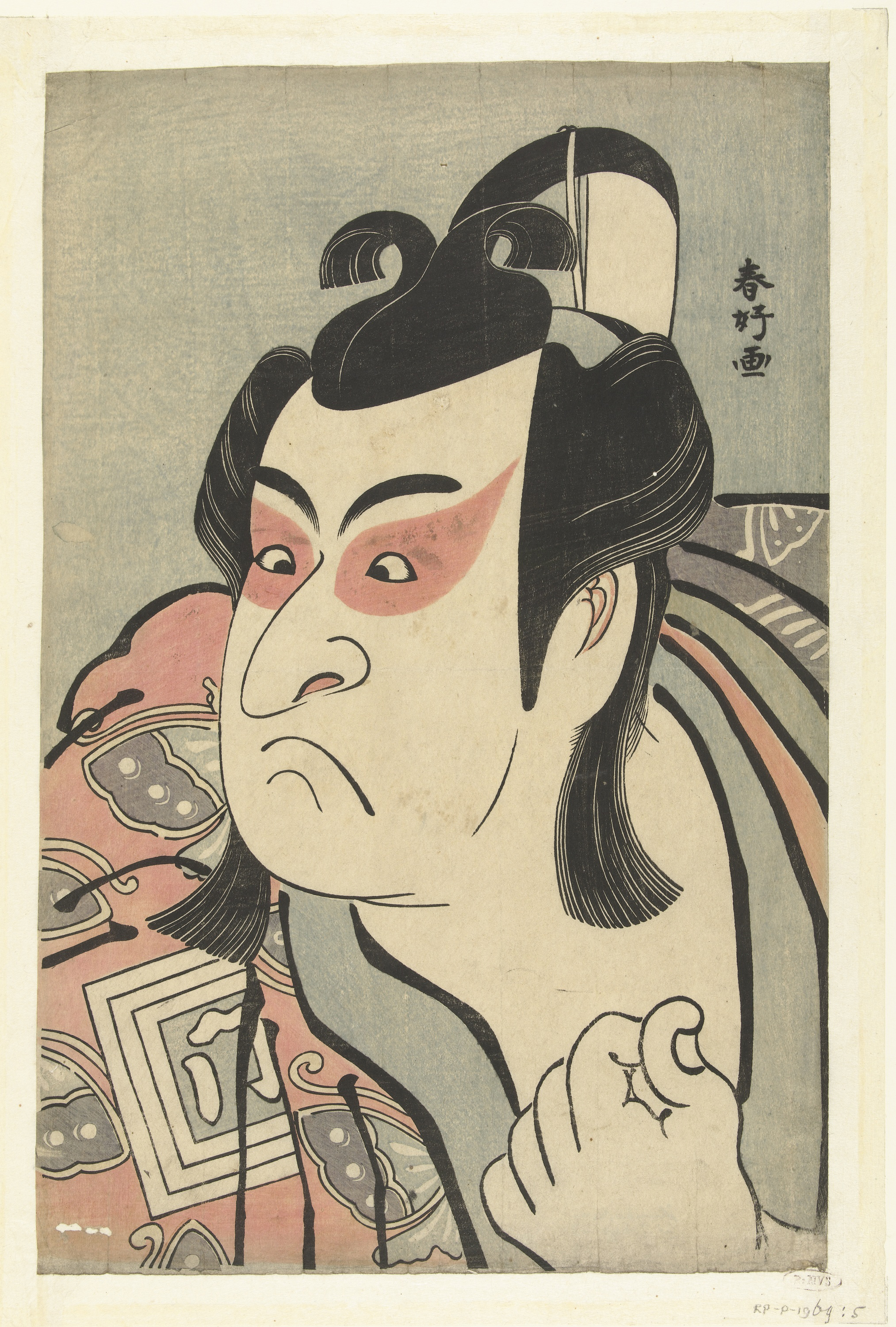
Portrait de buste de l'acteur Ichikawa Monnosuke II dans le rôle de Soga no Goro (1789)
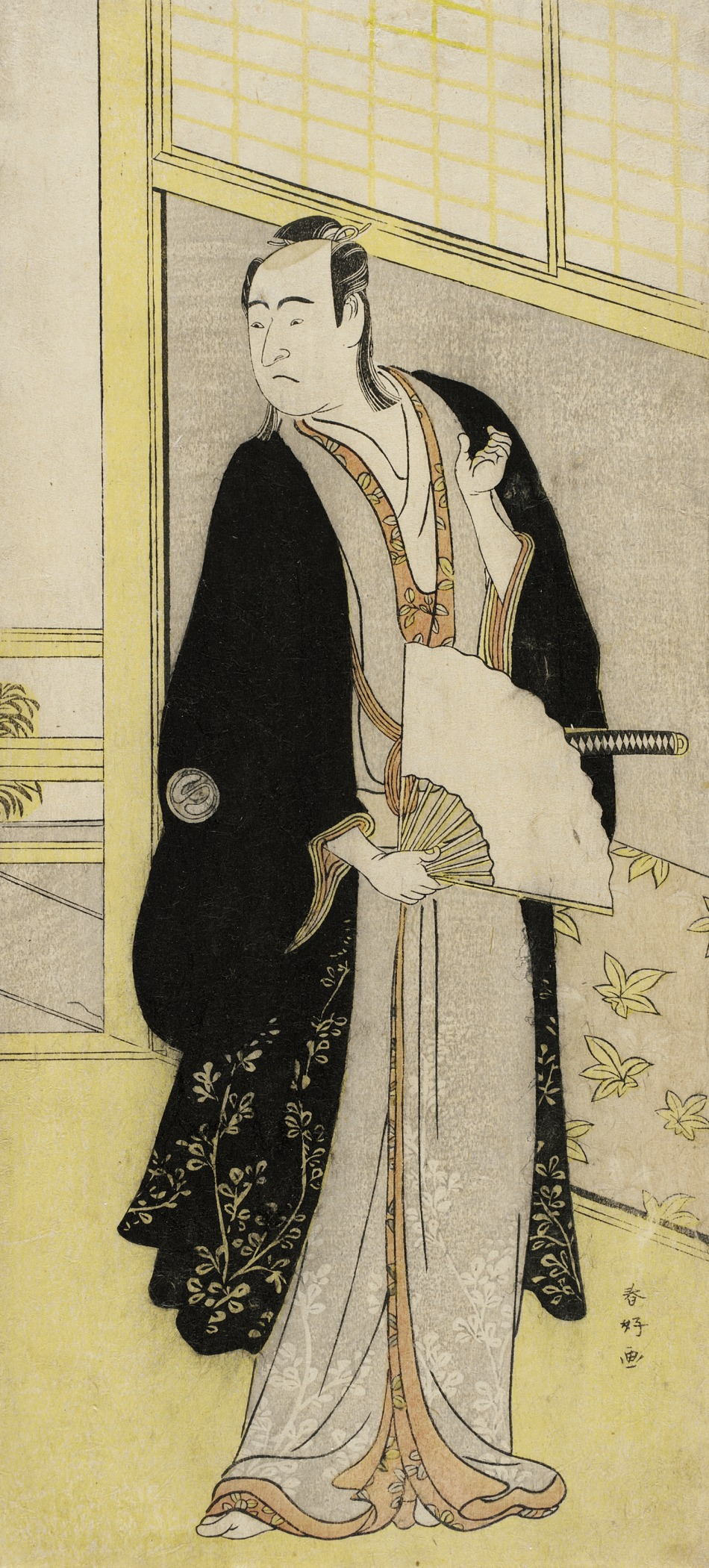
L'acteur Sawamura Sojuro III
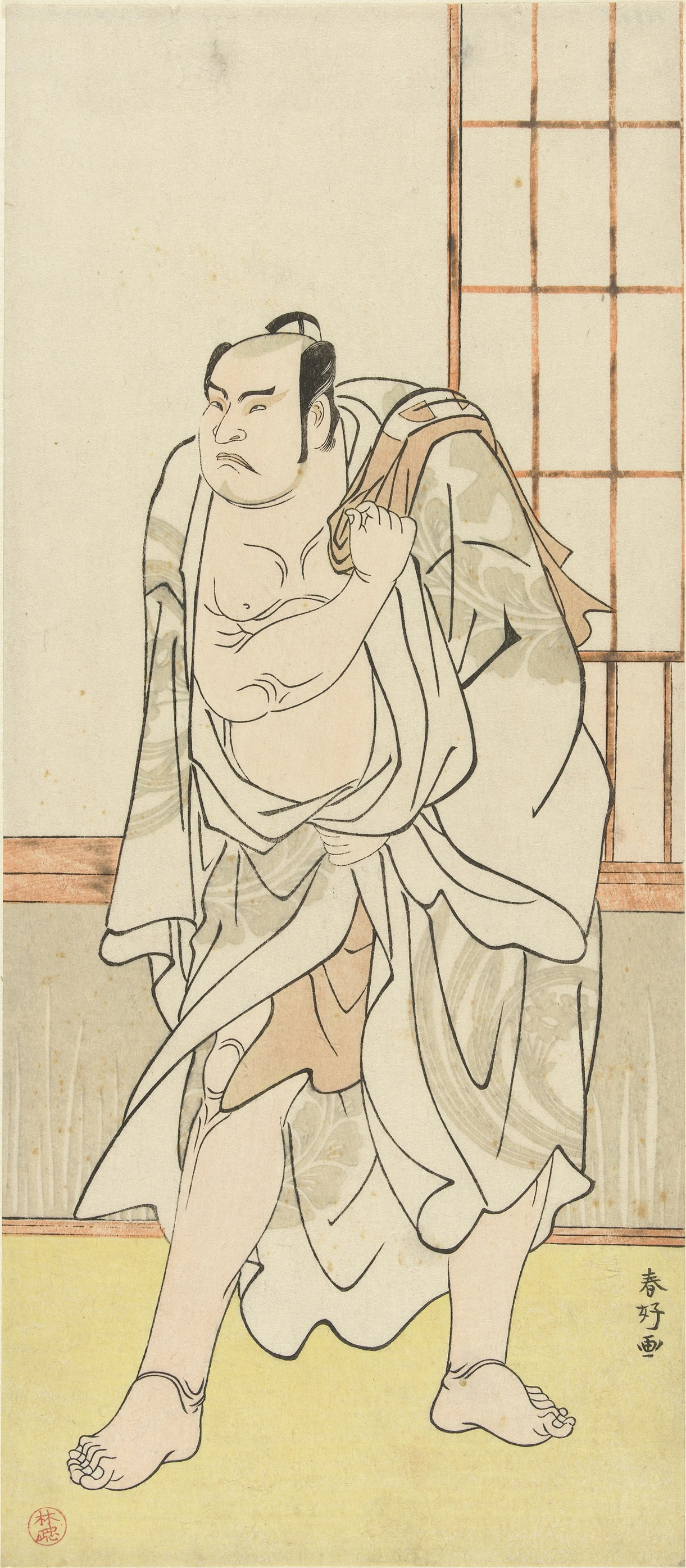
L'acteur Otani Hiroji III dans le rôle d'un homme fort (entre 1785 et 1780)
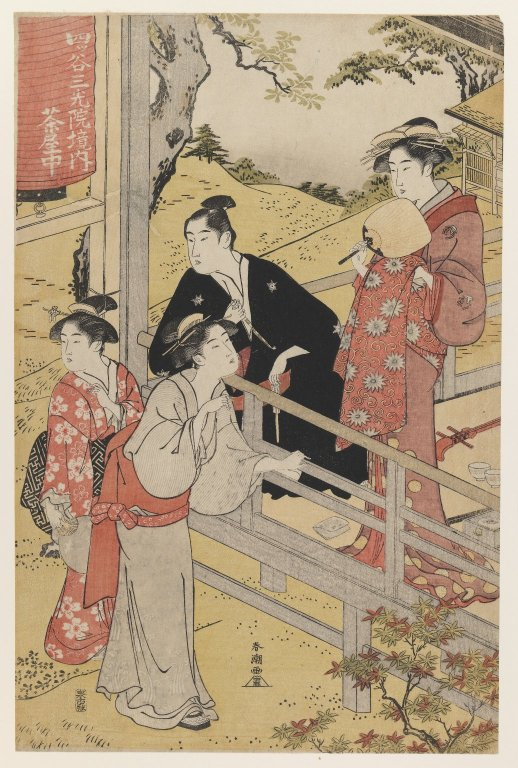
Maison de thé au temple Sankoin, Yotsuya (Yotsuya, Sankoin Keidai Cha-ya no Uchi?)
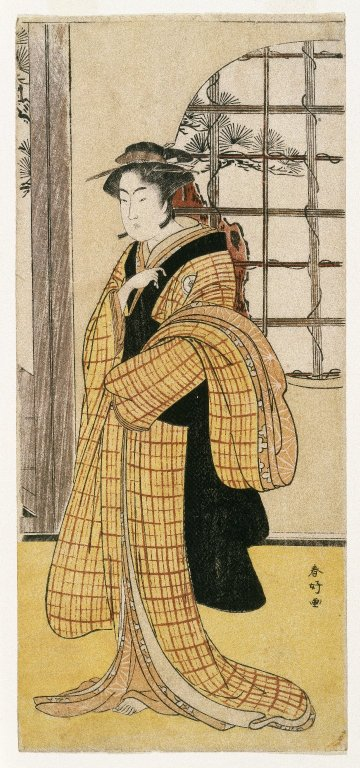
L'acteur Iwai Hanshiro IV dans le rôle d'Ohatsu

## Autres peintres de ukiyo-e appelés «Shunkō»
Plusieurs autres artistes sont connus sous le nom « Shunkō », bien que leurs noms ne sont pas tous écrits avec le même kanji. 
- Katsukawa Shunkō II (春好, actif de 1805 à 1821), plus connu comme Katsukawa Shunsen
- Shunkō III (春江, actif de 1824 à 1837), plus connu comme Shunbaisai Hokuei
- Shunkō IV (春好, actif de 1802 à 1832), plus connu comme Shunkōsai Hokushū

## Référence
- (en) Cet article est partiellement ou en totalité issu de l’article de Wikipédia en anglais intitulé « Katsukawa Shunkō I » (voir la liste des auteurs).